# Little Richard/Diskografie

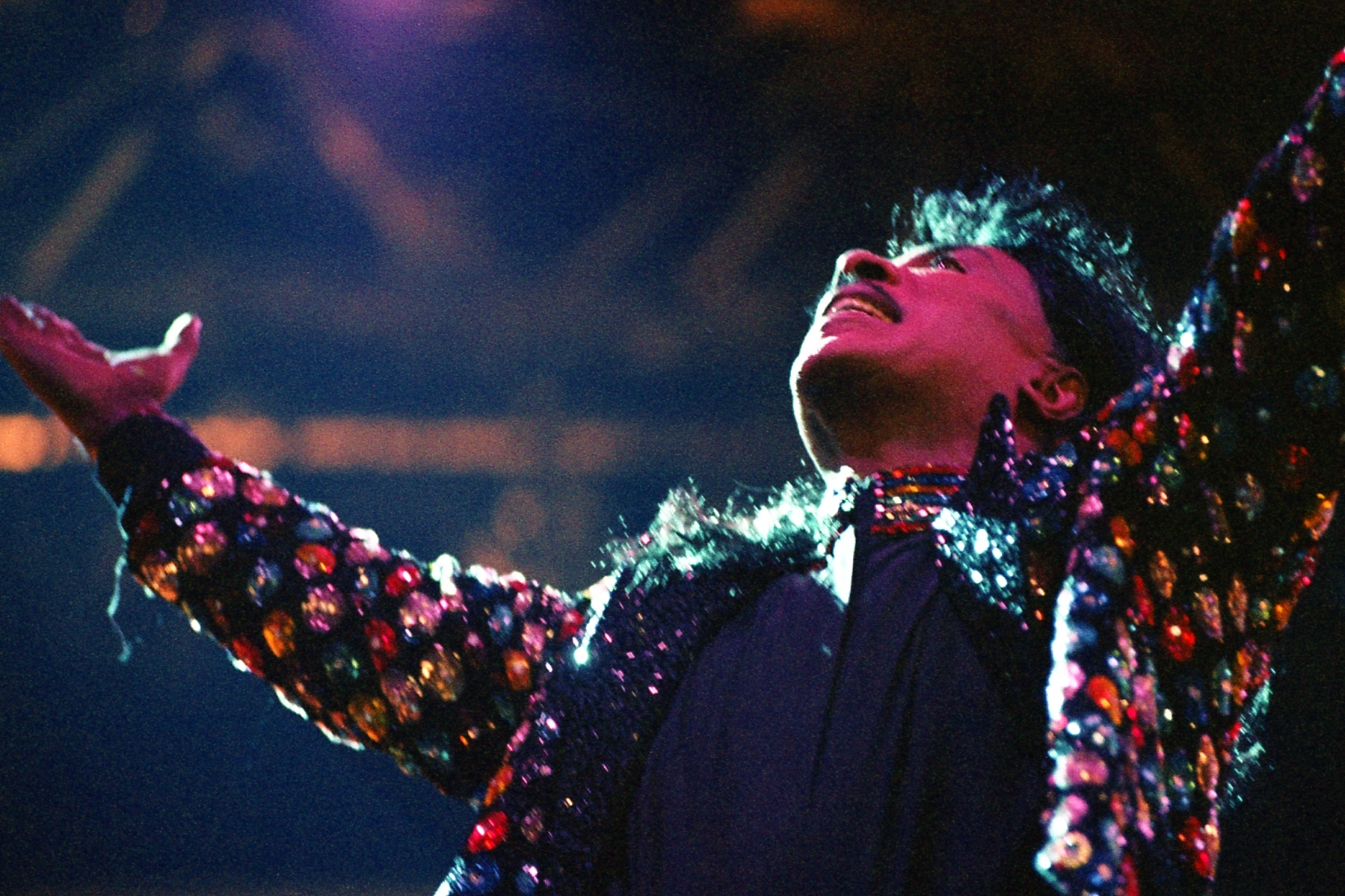
Little Richard auf der Bühne (2018)

Diese Diskografie ist eine Übersicht über die musikalischen Werke des US-amerikanischen Rock-’n’-Roll-Musikers Little Richard sowie seiner Charterfolge.

## Alben
Little Richard nahm seit 1951 für mindestens 30 verschiedene Plattenlabels auf. Es existieren eine Vielzahl von Kompilationen, Wiederveröffentlichungen und Bootlegs. Die folgende Albenliste führt daher nur die offiziellen Albenausgaben, die während der Vertragslaufzeiten mit den Plattenfirmen entstanden und die das Werk Little Richards weitgehend abdecken. Kompilationen fehlen.

### Studioalben
- 1957: Here’s Little Richard, Specialty LP-100 beziehungsweise 2100
- 1958: Little Richard, Specialty LP-2103
- 1959: The Fabulous Little Richard, Specialty LP-2104
- 1960: Pray Along with Little Richard, Vol. 1, Golddisc LP-4001
- 1960: Pray Along with Little Richard, Vol. 2, Golddisc LP-4002
- 1961: It’s Real, Mercury MG-20656
- 1964: Little Richard Is Back, Vee-Jay LP-1107
- 1964: Little Richard’s Greatest Hits, Vee-Jay LP-1124
- 1967: The Wild and Frantic Little Richard, Modern LP-1003
- 1967: The Explosive Little Richard, Okeh LP-14117
- 1970: The Rill Thing, Reprise LP-6406
- 1971: The King of Rock ’n’ Roll, Reprise LP-6462
- 1972: The Second Coming, Reprise LP-2017
- 1972: Southern Child, (bis 2005 unveröffentlichte Reprise-Aufnahmen), Rhino Records
- 1974: Right Now!, United LP-7791
- 1976: Little Richard Live!, K-Tel LP-462
- 1979: God’s Beautiful City, World LP-1001
- 1986: Lifetime Friend, Warner Bros. 4-22529
- 1992: Shake It All About, Disney 60849
- 1992: Little Richard Meets Takanaka, TOCT 6619

### Livealben
- 1966: Little Richard Sings His Greatest Hits – Recorded Live!, Modern-LP 1000
- 1967: Little Richard’s Greatest Hits – Recorded Live!, Okeh LP-14121

## Singles
Aufgeführt werden Little Richards offizielle Single-Ausgaben, die zu den Laufzeiten der Verträge oder kurz darauf erschienen. Es fehlen teilweise alternative Versionen und Neuzusammenstellungen bereits anderweitig veröffentlichter Stücke.
- 1951: Taxi Blues / Every Hour, RCA 4392
- 1952: Get Rich Quick / Thinkin’ About My Mother, RCA 4582
- 1952: Ain’t Nothing Happening / Why Did You Leave Me, RCA 4772
- 1952: I Brought It All on Myself / Please Have Mercy on Me, RCA 5025
- 1953: Ain’t That Good News / Fool at the Wheel, Peacock 1616
- 1954: Rice, Red Beans & Turnip Greens / Always, Peacock 1628
- 1955: Tutti-Frutti / I’m Just a Lonely Guy, Specialty 561
- 1956: Long Tall Sally / Slippin’ and Slidin’ (Peepin’ and Hidin’), Specialty 572
- 1956: Little Richard’s Boogie / Directly From My Heart to You, Peacock 1658
- 1956: Rip It Up / Ready Teddy, Specialty 579
- 1956: Heeby-Jeebies / She’s Got It, Specialty 584
- 1956: The Girl Can’t Help It / All Around the World, Specialty 591
- 1957: Lucille / Send Me Some Lovin’, Specialty 598
- 1957: Maybe I’m Right / I Love My Baby, Peacock 1673
- 1957: Jenny, Jenny / Miss Ann - Specialty 606
- 1957: Keep A-Knockin’ / Can’t Believe You Wanna Leave, Specialty 611
- 1958: Good Golly, Miss Molly / Hey-Hey-Hey-Hey, Specialty 624
- 1958: True, Fine Mama / Ooh! My Soul, Specialty 633
- 1958: I’ll Never Let You Go / Baby Face, Specialty 645
- 1958: She Knows How to Rock / Early in the Morning, Specialty 652
- 1959: By the Light of the Silvery Moon / Wonderin’, Specialty 660
- 1959: Kansas City / Lonesome and Blue, Specialty 664
- 1959: All Night Long / Shake a Hand, Specialty 670
- 1959: Save Me Lord / Troubles of the World, End 1057
- 1959: Milky White Way / I’ve Just Come from the Fountain, End 1058
- 1959: Whole Lotta Shakin’ Goin’ On / Maybe I’m Right, Specialty 680
- 1960: I Got It / Baby, Specialty 681
- 1960: Directly from My Heart / The Most I Can Offer, Specialty 686
- 1961: Joy Joy Joy / He’s Not Just a Soldier, Mercury 71884
- 1961: Do You Care / Ride On King Jesus, Mercury 71911
- 1962: He Got What He Wanted (But He Lost What He Got) / Change Your Ways, Mercury 71965
- 1963: Crying in the Chapel / Hole in the Wall, Atlantic 2181
- 1963: Travelin’ Shoes / It Is No Secret, Atlantic 2192
- 1964: Bama Lama Bama Loo / Annie Is Back, Specialty 692
- 1964: Whole Lotta Shakin’ / Goodnight Irene, Vee-Jay 612
- 1964: Blueberry Hill / Cherry Red, Vee-Jay 625
- 1965: It Ain’t What You Do (It’s The Way How You Do It) / Cross Over, Vee-Jay 652
- 1965: Dance What You Wanna / Without Love, Vee-Jay 665
- 1965: I Don’t Know What You’ve Got, But It’s Got Me, Part 1 / Part 2, Vee-Jay 698
- 1965: Long Tall Sally / Only You (And You Alone), Oldies 186
- 1965: Going Home Tomorrow / Tutti Frutti, Oldies 187
- 1965: Hound Dog / Good Golly, Miss Molly, Oldies 188
- 1965: Rip It Up / Memories Are Made of This, Oldies 189
- 1965: Slippin’ and Slidin’ / Goodnight Irene, Oldies 190
- 1965: Lucille / Money Honey, Oldies 191
- 1965: Lawdy Miss Clawdy / Blueberry Hill, Oldies 192
- 1965: Short Fat Fanny / Cherry Red, Oldies 193
- 1965: Groovy Little Suzie / Baby Face, Oldies 194
- 1965: Whole Lotta Shakin’ / Keep A-Knockin’, Oldies 195
- 1965: The Girl Can’t Help It / She’s Got It, Oldies 196
- 1965: Oh My Soul / Send Me Some Lovin’, Oldies 197
- 1966: Holy Mackarel / Baby Don’t You Want a Man Like Me, Modern 1018
- 1966: Do You Feel It, Part 1 / Part 2, Modern 1019
- 1966: Poor Dog (Who Can’t Wag His Own Tail) / Well, Okeh 4-7251
- 1966: I Need Love / The Commandments of Love, Okeh 4-7262
- 1966: I’m Back / Directly from My Heart to You, Modern 1022
- 1967: Slippin’ and Slidin’ / Bring It Back Home to Me, Modern 1030
- 1967: Hurry Sundown / I Don’t Want to Discuss It, Okeh 4-7271
- 1967: Don’t Deceive Me / Never Gonna Let You Go, Okeh 4-7278
- 1967: A Little Bit of Something / Money, Okeh 4-7286
- 1967: Baby What You Want Me to Do, Part 1 / Part 2, Modern 1043
- 1968: Try Some of Mine / She’s Together, Brunswick 55362
- 1968: Baby Don’t You Tear My Clothes / Stingy Jenny, Brunswick 55377
- 1968: Soul Train / Can I Count on You, Brunswick 55386
- 1970: Poor Boy Paul / Wonderin’, Specialty 699
- 1970: Freedom Blues / Dew Drop Inn, Reprise 0907
- 1970: Greenwood, Mississippi / I Saw Her Standing There, Reprise 0942
- 1971: Shake a Hand / Somebody Say You, Reprise 1005
- 1971: Dancin’ in the Street / Green Power, Reprise 1043
- 1972: Mockingbird Sally / Nuki Suki, Reprise 1130
- 1973: In the Name / Don’t You Know I, Kent 4568
- 1973: In the Middle of the Night / Where Will I Find a Place to Sleep This Evening, Greene Mountain 413
- 1975: Call My Name / Steal Miss Liza (Steal Liza Jane), Manticore 7007
- 1975: Try to Help Your Brother / Funk Proof, Mainstream 5572
- 1977: Good Golly Miss Molly/Rip It Up / By the Light of the Silvery Moon, Creole CR 140
- 1983: Chicken Little Baby / Oh Why?, Specialty 734
- 1984: All around the World / Heeby-Jeebies-Love, Specialty 736
- 1986: Great Gosh A’Mighty (It’s a Matter of Time) / The Ride, MCA 52780
- 1986: Operator / Big House Reunion, WEA YZ 89
- 1987: Somebody’s Comin’ / Big House Reunion, WEA YZ 98
- 1988: Twins / Twins, WTG 31-08492

## Chartplatzierungen

### Alben
| Jahr | Titel                          | Höchstplatzierung, Gesamtwochen/‑monate, AuszeichnungChartplatzierungen (Jahr, Titel, Platzierungen, Wochen/Monate, Auszeichnungen, Anmerkungen) | Höchstplatzierung, Gesamtwochen/‑monate, AuszeichnungChartplatzierungen (Jahr, Titel, Platzierungen, Wochen/Monate, Auszeichnungen, Anmerkungen) | Höchstplatzierung, Gesamtwochen/‑monate, AuszeichnungChartplatzierungen (Jahr, Titel, Platzierungen, Wochen/Monate, Auszeichnungen, Anmerkungen) | Anmerkungen                                    |
| Jahr | Titel                          | DE | US | R&B | Anmerkungen                                    |
| ---- | ------------------------------ | --- | --- | --- | ---------------------------------------------- |
| 1957 | Here’s Little Richard          | — | US13 (5 Wo.)US | — | Erstveröffentlichung: März 1957 Studioalbum    |
| 1967 | Little Richard’s Greatest Hits | DE24 (4 Mt.)DE | US184 (3 Wo.)US | R&B29 (3 Wo.)R&B | Erstveröffentlichung: Juli 1967 Livealbum      |
| 1971 | King of Rock and Roll          | — | US193 (4 Wo.)US | — | Erstveröffentlichung: Oktober 1971 Studioalbum |

grau schraffiert: keine Chartdaten aus diesem Jahr verfügbar

### Singles
| Jahr | Titel Album                                                                                       | Höchstplatzierung, Gesamtwochen, AuszeichnungChartplatzierungen (Jahr, Titel, Album, Platzierungen, Wochen, Auszeichnungen, Anmerkungen) | Höchstplatzierung, Gesamtwochen, AuszeichnungChartplatzierungen (Jahr, Titel, Album, Platzierungen, Wochen, Auszeichnungen, Anmerkungen) | Höchstplatzierung, Gesamtwochen, AuszeichnungChartplatzierungen (Jahr, Titel, Album, Platzierungen, Wochen, Auszeichnungen, Anmerkungen) | Anmerkungen                                  |
| Jahr | Titel Album                                                                                       | UK | US | R&B | Anmerkungen                                  |
| ---- | ------------------------------------------------------------------------------------------------- | --- | --- | --- | -------------------------------------------- |
| 1956 | Tutti Frutti Here's Little Richard                                                                | UK29 Silber · (1 Wo.)UK | US17 (12 Wo.)US | R&B2 (21 Wo.)R&B | Erstveröffentlichung: Oktober 1955           |
| 1956 | Long Tall Sally Here's Little Richard                                                             | UK3 Silber · (16 Wo.)UK | US6 (19 Wo.)US | R&B1 (16 Wo.)R&B | Erstveröffentlichung: März 1956              |
| 1956 | Slippin’ And Slidin’ (Peepin’ And Hidin’) Here's Little Richard                                   | — | US33 (14 Wo.)US | R&B2 (16 Wo.)R&B | Erstveröffentlichung: März 1956              |
| 1956 | Rip It Up Here's Little Richard                                                                   | UK30 (1 Wo.)UK | US17 (18 Wo.)US | R&B1 (17 Wo.)R&B | Erstveröffentlichung: Juni 1956              |
| 1956 | Ready Teddy Here's Little Richard                                                                 | — | US44 (8 Wo.)US | R&B8 (8 Wo.)R&B | Erstveröffentlichung: Juni 1956              |
| 1956 | Heeby-Jeebies Little Richard                                                                      | — | — | R&B7 (3 Wo.)R&B | Erstveröffentlichung: Oktober 1956           |
| 1956 | She’s Got It Here's Little Richard                                                                | UK15 (9 Wo.)UK | — | R&B9 (5 Wo.)R&B | Erstveröffentlichung: Oktober 1956           |
| 1956 | The Girl Can’t Help It Little Richard                                                             | UK9 (11 Wo.)UK | US49 (8 Wo.)US | R&B7 (9 Wo.)R&B | Erstveröffentlichung: Dezember 1056          |
| 1957 | All Around the World Little Richard                                                               | — | — | R&B13 (1 Wo.)R&B | Erstveröffentlichung: Dezember 1056          |
| 1957 | Lucille Little Richard                                                                            | UK10 (9 Wo.)UK | US21 (21 Wo.)US | R&B1 (13 Wo.)R&B | Erstveröffentlichung: Februar 1957           |
| 1957 | Send Me Some Lovin’ Little Richard                                                                | — | US54 (12 Wo.)US | R&B3 (11 Wo.)R&B | Erstveröffentlichung: Februar 1957           |
| 1957 | Jenny Jenny Here's Little Richard                                                                 | UK11 (5 Wo.)UK | US10 (20 Wo.)US | R&B2 (12 Wo.)R&B | Erstveröffentlichung: Juni 1957              |
| 1957 | Miss Ann Here's Little Richard                                                                    | — | US56 (10 Wo.)US | R&B6 (9 Wo.)R&B | Erstveröffentlichung: Juni 1957              |
| 1957 | Keep A Knockin’ Little Richard                                                                    | UK21 (7 Wo.)UK | US8 (18 Wo.)US | R&B2 (9 Wo.)R&B | Erstveröffentlichung: August 1957            |
| 1958 | Good Golly, Miss Molly Little Richard                                                             | UK8 (9 Wo.)UK | US10 (15 Wo.)US | R&B4 (8 Wo.)R&B | Erstveröffentlichung: Januar 1958            |
| 1958 | Ooh! My Soul Little Richard                                                                       | UK22 (4 Wo.)UK | US31 (8 Wo.)US | R&B15 (4 Wo.)R&B | Erstveröffentlichung: Mai 1958               |
| 1958 | True, Fine Mama Here's Little Richard                                                             | — | US68 (3 Wo.)US | R&B15 (4 Wo.)R&B | Erstveröffentlichung: Mai 1958               |
| 1958 | Baby Face Little Richard                                                                          | UK2 (15 Wo.)UK | US41 (10 Wo.)US | R&B12 (7 Wo.)R&B | Erstveröffentlichung: Juli 1958              |
| 1959 | By the Light of the Silvery Moon Little Richard                                                   | UK17 (5 Wo.)UK | — | — | Erstveröffentlichung: März 1959              |
| 1959 | Kansas City The Fabulous Little Richard                                                           | UK26 (5 Wo.)UK | US95 (2 Wo.)US | — | Erstveröffentlichung: April 1959             |
| 1962 | He Got What He Wanted (But He Lost What He Had) –                                                 | UK38 (4 Wo.)UK | — | — | Erstveröffentlichung: Mai 1962               |
| 1964 | Bama Lama Bama Loo Well Alright!                                                                  | UK20 (7 Wo.)UK | US82 (4 Wo.)US | — | Erstveröffentlichung: April 1964             |
| 1964 | Whole Lotta Shakin’ Goin’ On Little Richard is Back (And There's a Whole Lotta Shakin' Goin' On!) | — | — | R&B42 (3 Wo.)R&B | Erstveröffentlichung: August 1964            |
| 1965 | I Don’t Know What You’ve Got But It’s Got Me – Part I –                                           | — | US92 (1 Wo.)US | R&B12 (8 Wo.)R&B | Erstveröffentlichung: Oktober 1965           |
| 1966 | Poor Dog (Who Can’t Wag His Own Tail) The Explosive Little Richard                                | — | — | R&B41 (4 Wo.)R&B | Erstveröffentlichung: Juni 1966              |
| 1970 | Freedom Blues The Rill Thing                                                                      | — | US47 (9 Wo.)US | R&B28 (4 Wo.)R&B | Erstveröffentlichung: April 1970             |
| 1970 | Greenwood Mississippi The Rill Thing                                                              | — | US85 (5 Wo.)US | — | Erstveröffentlichung: August 1970            |
| 1973 | In the Middle of the Night –                                                                      | — | — | R&B71 (9 Wo.)R&B | Erstveröffentlichung: Juni 1973              |
| 1977 | Good Golly, Miss Molly / Rip It Up (Live) Little Richard Live                                     | UK37 (4 Wo.)UK | — | — | Erstveröffentlichung: 1977                   |
| 1986 | Great Gosh A ’Mighty (It’s A Matter Of Time) Lifetime Friend                                      | UK62 (5 Wo.)UK | US42 (10 Wo.)US | — | Erstveröffentlichung: 1986                   |
| 1986 | Operator Lifetime Friend                                                                          | UK67 (4 Wo.)UK | — | — | Erstveröffentlichung: 1986                   |
| 1987 | Somebody’s Comin’ Lifetime Friend                                                                 | UK93 (2 Wo.)UK | — | — | Erstveröffentlichung: Januar 1987            |
| 1988 | Twins Twins – Zwillinge (Soundtrack)                                                              | UK82 (3 Wo.)UK | — | — | Erstveröffentlichung: 1988 mit Philip Bailey |

## Statistik

### Chartauswertung
|                     | UK    | US    | R&B     |
| ------------------- | ----- | ----- | ------- |
| Nummer-eins-Alben   | UK—UK | US—US | R&B—R&B |
| Top-10-Alben        | UK—UK | US—US | R&B—R&B |
| Alben in den Charts | UK1UK | US3US | R&B1R&B |

|                       | UK     | US     | R&B      |
| --------------------- | ------ | ------ | -------- |
| Nummer-eins-Singles   | UK—UK  | US—US  | R&B3R&B  |
| Top-10-Singles        | UK5UK  | US4US  | R&B14R&B |
| Singles in den Charts | UK20UK | US21US | R&B23R&B |

### Auszeichnungen für Musikverkäufe
Anmerkung: Auszeichnungen in Ländern aus den Charttabellen bzw. Chartboxen sind in ebendiesen zu finden.
| Land/RegionAuszeichnungen für Musikverkäufe (Land/Region, Auszeichnungen, Verkäufe, Quellen) | Silber     | Gold | Platin | Verkäufe | Quellen   |
| -------------------------------------------------------------------------------------------- | ---------- | ---- | ------ | -------- | --------- |
| Vereinigtes Königreich (BPI)                                                                 | 2× Silber2 | —    | —      | 400.000  | bpi.co.uk |
| Insgesamt                                                                                    | 2× Silber2 | —    | —      |          |           |